# Polícia Militar de Santa Catarina
A Polícia Militar de Santa Catarina – PMSC tem por função primordial a polícia ostensiva e a preservação da ordem pública catarinense, sendo uma das forças militares deste estado brasileiro.
Está organizada  com  base  na  hierarquia  e  na  disciplina e, para fins de defesa interna, é considerada Força Auxiliar e reserva do Exército Brasileiro. Assim como as suas co-irmãs, integra o Sistema de Segurança Pública e Defesa Social brasileiro e está subordinada ao Governo do Estado de Santa Catarina através da Secretaria de Estado de Segurança Pública (SSP).
Seus integrantes são denominados militares estaduais (artigo 42 da CRFB), assim como os membros do Corpo de Bombeiros Militar de Santa Catarina (CBMSC).
- Posto policial no município de Campos Novos.
- Veículos policiais em Florianópolis.
- Viatura do PROERD.
- Viatura da Companhia de Patrulhamento Tático (CPT) do 8° Batalhão de Polícia Militar (8° BPM) em Joinville.
- Helicóptero Águia da PMSC.

A PMSC possui diversas equipes para situações especificas, como: 
Batalhão de Operações Policiais Especiais (PMSC): Vindo da Sigla B.O.P.E, possui a função de atuar em situações de alto risco, como desarmamento de bombas, resgate de refens, entre outros.
Pelotão / Companhia de Patrulhamento Tático : Vindo da Sigla CPT / PPT, é umas das equipes da PMSC, encarregada de conduzir patrulhamentos em zonas de alto risco.
Batalhão de Polícia Militar Rodoviaria : Vindo da sigla PMRV, são batalhões da PMSC especializados em patrulhas, manutenção e preservação da ordem em rodovias estaduais, além de auxiliar em acidentes de trânsito nas rodovias estaduais.

## Surgimento das Polícias Militares
A história das forças policiais no Brasil remonta ao período colonial, com destaque para a Capitania de Minas Gerais. Em 1775, foi criado o Regimento Regular de Cavalaria de Minas (RRCM), considerado a célula mater da Polícia Militar de Minas Gerais (PMMG). Essa reorganização substituiu os antigos terços por corpos auxiliares organizados em regimentos, que atuavam em atividades internas como patrulhamento, repressão e manutenção da ordem pública. Esses regimentos foram empregados, por exemplo, na destruição do Quilombo de Campo Grande, evidenciando seu papel no controle social da época.
Com a vinda da família real portuguesa para o Brasil, a Guarda Real de Polícia permaneceu em Portugal, sendo criada outra equivalente no Rio de Janeiro, com a denominação de Divisão Militar da Guarda Real de Polícia, em 13 de maio de 1809.
Dessa forma, a experiência consolidada pela Capitania de Minas Gerais, com a criação do Regimento Regular de Cavalaria de Minas (RRCM) em 1775, firmou-se como a origem da Polícia Militar de Minas Gerais (PMMG), considerada a mais antiga força policial militar estadual do Brasil. Esse modelo organizacional, pioneiro ao desempenhar funções de patrulhamento, proteção das estradas reais e preservação da ordem pública, serviu de referência para a formação das futuras corporações militares em outras províncias. Assim, a estrutura estabelecida em Minas Gerais precedeu em décadas a criação de outras polícias militares estaduais, consolidando-se como referência histórica e institucional para a implantação dessas forças em todo o território nacional.
A Polícia Militar de Minas Gerais é entendida como a mais antiga expressão de força policial estruturada no Brasil, anterior à criação da Guarda Real de Polícia no Rio de Janeiro em 1809. Assim, conclui-se que a Polícia Militar de Minas Gerais é a polícia militar mais antiga do Brasil. Ademais, a legislação imperial registra a criação de outros corpos policiais nas províncias, como em 1818 no Pará, em 1820 no Maranhão, em 1825 na Bahia e em Pernambuco, e em 1834 no Espírito Santo.